# Цветково (Псковская область)
Цветково — деревня в Великолукском районе Псковской области России. Входит в состав сельского поселения «Пореченская волость».
Расположена на юго-востоке волости, на северо-восточном прибрежье озера Леностово, в 58 км к югу от райцентра Великие Луки и в 20 км к юго-востоку от волостного центра Поречье.

## Население
Численность населения деревни по состоянию на 2000 год составляла 10 жителей, на 2010 год — 5 жителей.

## История
До 2005 года деревня входила в состав ныне упразднённой Урицкой волости.